# 鐘鳴作曲法
鐘鳴作曲法（拉丁語：Tintinnabuli，單數為），為愛沙尼亞作曲家帕特所創造和採用的作曲手法。意思為「修道院內的小型鐘」，屬於簡約主義音樂及實驗音樂的一種。帕特最先於1976年創作的作品《給埃莉娜》中使用，及後在《兄弟》、《鏡中鏡》等作品中採用。而他在《給埃莉娜》之後所創作的《紀念布烈頓之歌》亦被視為是確立鐘鳴作曲法的鶵型。

## 寫作手法
鐘鳴作曲法主要由兩個部份構成，首先是採用分解三和弦方式作為伴奏行進，而旋律部份的樂句則採用上行或下行級進的自然音階所構成 。樂句的長度會隨着使用的音符增加而變長。而上、下行級進既可分成兩句獨立樂句處理，亦可融合而一句樂句內。分解和弦及級進旋律的結合，形成了如葛麗果聖歌般的神聖而帶神秘的效果。
一般而然，採用鐘鳴作曲法的作品都會採用較慢的速度演奏，而達到一種沉思的效果，作曲家有時也未必在手稿中清楚表示速度。例如在《兄弟》中，帕特標示了「慢板」（Adagio）的速度記號，而在《給埃莉娜》中，帕特以俄語寫出「安靜地，昇華，聆聽」。而在《鏡中鏡》，作曲家雖然寫出速度為「♩≈120」的指示，但由於拍子記號為 
 ，即一小節的時值約為3秒加上，並且為一個或多個連奏的 𝅝.，因此仍可給予非常緩慢的感覺。

## 帕特對鐘鳴作曲法的自我評價
帕特在不同場合中對鐘鳴作曲法有這樣的評論：
- 「『鐘鳴作曲法』好像是我在個人的生命、音樂或工作的範圍內不斷遊走會尋求答案的一種方式。在步入光明前的黑暗時份，我總會覺得這世界的一切事物好像都是沒有意思的。如此的複雜性和多方面的只會令我或感到困惑。我希望尋求一種統一性的方式，並將一切以偽裝形態、又毫不重要的看法都一一掃清。最終，『鐘鳴作曲法』就是我所要的事物—三和弦中的三個音，有如鐘鳴般，因此我才稱之為「鐘鳴狀態」（tintinnabulation）」[3]。
- 「我會將我的音樂比喻為白光—擁有着所有的顏色。只有三稜鏡才可把不同顏色的折射顯示出來，而這三稜鏡也就是聽眾的精神靈魂。」—來自Hermann Conen的論文《白光》，收錄於ECM Records（日语：ECM Records）大碟「Alina」內[4]。

## 外部連結
- YouTube上的Arvo Pärt, 2014 Laureate of Music【Official Video】 帕特談論自己的「鐘鳴作曲法」（德文）